# Лакич, Радойка
Радойка Лакич (серб. Радојка Лакић; 12 октября 1917, Скендер-Вакуф — 28 сентября 1941, Сараево) — югославская студентка, участница Народно-освободительной войны Югославии, посмертно Народный герой Югославии.

## Биография
Родилась 12 октября 1917 года в Скендер-Вакуфе. Отец Джордже — учитель. Детство провела в Боснии и Герцеговине, окончила начальную школу в селе Скочич. Вскоре с семьёй переехала в Биелину, где окончила шесть классов гимназии. В 1934 году после происшествия в гимназии учеников высших классов перевели в другие школы, а Радойка окончила два оставшихся класса в других школах: седьмой в Сараево, восьмой в Шабаце (там же сдавала экзамены). В 1936 году поступила на технолого-металлургический факультет Белградского университета, потом перешла на философский факультет.
Будучи ученицей биелинской гимназии имени Филипа Вишнича, занялась революционной деятельностью, в 1935 году вступила в СКМЮ. Поступив в университет, вошла в состав студенческого движения. В 1937 году была принята в компартию Югославии. В Биелине и Сараево также занималась политической деятельностью, однако всё усложнялось из-за трудного материального положения. Родители не понимали её убеждений, и Радойка вскоре отказалась от их материальной помощи, устроившись в декабре 1940 года на работу в белградской почте.
После вторжения Третьего Рейха и оккупации страны в конце мая 1941 года Радойка бежала из Белграда и прибыла в Биелину, к родителям. В июне месяце после начавшихся арестов всех тех, кто симпатизировал СССР, она перебралась в Сараево, занявшись там подпольной антифашистской деятельностью. После серии очередных арестов усташами антифашистов Радойка заняла должность секретаря ячейки Башчаршийского района. Чтобы избежать объявления в розыск и/или возможного ареста, ей приходилось носить мусульманские одежды, менять места жительства и имена.
В начале сентября 1941 года полиция арестовала Радойку: у неё были обнаружены документы на имя Марии Ходак, а также многочисленные пропагандистские листовки и книги по истории КПСС. После ареста девушку отправили в тюрьму, где после пыток она отказалась что-либо говорить. Суд приговорил её к расстрелу. Приговор был приведён в исполнение 28 сентября 1941. Похоронена на кладбище Народных героев в памятном парке Враца. 8 июня 1945 посмертно награждена званием Народного героя.